# 1959 en hockey sur glace
Cette page présente les éléments de hockey sur glace de l'année 1959, que ce soit d'un point de vue rencontres internationales ou championnats nationaux. Les grandes dates des différentes compétitions sont données ainsi que les décès de personnalités du hockey mondiale.

## Europe

### Compétitions internationales
- L'ACBB remporte la coupe Spengler. Pour la France, c'est la première victoire dans cette compétition et le premier titre européen d'un club français

## International

### Championnats du monde
- 5 mars  : début du 26e championnat du monde, organisé en Tchécoslovaquie.
- 11 mars : le Canada fait un pas décisif vers le titre en battant l'URSS 3 à 1.
- 15 mars : au dernier jour de la compétition, la Tchécoslovaquie est la seule équipe à faire plier les canadiens. Mais ces derniers remportant malgré tout un 18e titre mondial[1].

## Autres Évènements

### Décès
- 8 avril : décès de Dubbie Bowie, joueur ayant évolué avant la création de la LNH, il remporta la Coupe Stanley avec les Victorias de Montréal en 1898. Intronisé au temple de la renommée du hockey en 1945.
- 2 juin : décès de Louis Berlinguette, joueur de la LNH ayant remporté la Coupe Stanley avec les Canadiens de Montréal en 1916.